# ريبيكا شويشيت
ريبيكا شويشيت (بالإنجليزية: Rebecca Shoichet)‏ (من مواليد 16 فبراير 1975 في كندا) هي ممثلة و صوتية ومغنية كندية أبدت أصواتها في أغاني الرسوم المتحركة اليابانية وعروض أخرى لبرنامج إنتاج المحيط [الإنجليزية] في فانكوفر ، كولومبيا البريطانية. تولت دور شخصية سوتا هيجوراشي في إينوياشا.

## وصلات خارجية
- ريبيكا شويشيت على موقع IMDb (الإنجليزية)
- ريبيكا شويشيت على موقع ميوزك برينز (الإنجليزية)
- ريبيكا شويشيت على موقع ديسكوغز (الإنجليزية)
- ريبيكا شويشيت على موقع قاعدة بيانات الفيلم (الإنجليزية)
- ريبيكا شويشيت على موقع كينوبويسك (الروسية)
- ريبيكا شويشيت على موقع ANN person (الإنجليزية)